# Maurice Maeterlinck
Maurice Polydore Marie Bernard Maeterlinck (Gante, 29 de agosto de 1862 — Nice, 5 de maio de 1949) foi um dramaturgo, poeta e ensaísta belga de língua francesa, e principal expoente do teatro simbolista.
No final de sua vida, Maeterlinck foi acusado de cometer plágio.

## Biografia
Maeterlinck nasceu em Gante, na Bélgica, em uma rica família de ascendência francesa. Seu pai, Polydore, era um notário que gostava de cuidar das estufas em sua propriedade. Sua mãe, Mathilde, também vinha de uma família abastada.
Em setembro de 1874, iniciou seus estudos num colégio jesuíta e estudou Direito na Universidade de Gante. Em 1885, publicou seus primeiros poemas, de inspiração parnasiana, na revista literária e artística Jeune Belgique.
Em 1886 deixou mudou-se para Paris, onde estabeleceu relações com os escritores que mais o influenciariam: Stéphane Mallarmé, Auguste Villiers de L'Isle-Adam e, depois de 1890, Octave Mirbeau. Villiers introduzirá Maeterlinck ao idealismo germânico (Hegel, Schopenhauer). Nessa mesma época estudou Ruysbroeck, o Admirável, um místico flamengo do século XIV. Isto o fez descobrir os recursos intuitivos do mundo literário alemão, muito distante do racionalismo predominante na literatura francesa. Com esse espírito, ele se dedica a Novalis e entra em contato com o romantismo do Círculo de Jena, que constitui a primeira fase do romantismo alemão (1787 - 1831), organizado em torno August e Friedrich von Schlegel  e da revista Athenaeum, sendo precursor direto do simbolismo. Nas obras que Maeterlinck publica entre 1889 e 1896, reflete-se essa influência alemã.[carece de fontes?]
Em 1895, ele encontra a cantora Georgette Leblanc, irmã do escritor Maurice Leblanc, com a qual, por volta de 1897, ele mantém um salão literário, frequentado por grandes personalidades da época, tais como Oscar Wilde, Paul Fort, Stéphane Mallarmé, Camille Saint-Saëns, Anatole France e Auguste Rodin, entre outros. Em 1902, ele escreve Monna Vanna, peça teatral que será interpretada por Georgette, que também foi sua companheira até 1918. No ano seguinte, Maeterlinck se casa com a jovem atriz Renée Dahon, que ele conhecera em 1911.[carece de fontes?]
Em 1939, transfere-se para os Estados Unidos, onde permanece durante o período da Segunda Guerra Mundial. Em 1947, volta a Nice.[carece de fontes?]
Durante uma breve estadia em Portugal, escreve o prefácio do discurso político de Salazar, Une révolution dans la paix.[carece de fontes?] Manuel Teixeira Gomes, presidente da República de Portugal e escritor, era um grande apreciador de Maeterlinck: "À altura de Verhaeren elevou-se logo Maeterlinck, polígrafo incomparável, espírito inovador, generoso, requintado, sondando com fruto quantos problemas psicológicos perturbam a quietação da consciência social, que a mais e mais se vai adiantando para a solução definitiva e suprema da justiça humana".

### Acusações de plágio
Em 1926 Maeterlinck publicou La Vie des Termites, um livro de entomologia que foi considerado plágio de Die Siel van die Mier (em português, 'A alma da térmita'), do poeta e cientista afrikaner Eugène Nielen Marais (1871-1936). O caso foi referido como "um clássico exemplo de plágio acadêmico", pelo professor de zoologia David Bignell, da Universidade de  Londres. Eugène Marais acusou Maeterlinck de ter usado o seu conceito de  "unidade orgânica” da termiteira em La Vie des Termites.
Marais havia publicado suas ideias sobre a termiteira na imprensa sul-africana de língua africâner, tanto no jornal Die Burger, em janeiro de 1923, como na revista  Huisgenoot, que, entre 1925 e 1926, publicou uma série de artigos seus, intitulada Die Siel van die Mier (‘A alma da térmita’). O livro de Maeterlinck, de conteúdo quase idêntico, foi publicado em  1926. Segundo foi alegado, Maeterlinck  havia se deparado com a série de artigos publicada na Huisgenoot e teria sido fácil para  ele traduzir do africâner para o francês, pois  conhecia o neerlandês e, anteriormente, já havia feito várias traduções do neerlandês para o francês. Também era comum, na época, que artigos relevantes, publicados em africâner, fossem reproduzidos em jornais e revistas flamengos e neerlandeses.

Sobre Maeterlinck,  Marais escreveu, em carta ao Dr. Winifred de Kock, de Londres:  
 O famoso escritor me fez o canhestro elogio de plagiar a parte mais importante do meu trabalho ... Ele claramente queria que seus leitores inferissem que ele havia formulado algumas das minhas teorias (o resultado de dez anos de trabalho duro na savana) por sua própria conta, embora admita que nunca viu uma térmita em sua vida. Entenda que não foi um mero plágio do espírito da coisa, por assim dizer. Ele copiou páginas e páginas verbatim.
O professor V.E. d'Assonville referiu-se a Maeterlinck como "o ganhador do Prêmio Nobel que nunca tinha visto uma térmita em toda a sua vida e que jamais pôs os pés em solo africano e muito menos em Waterberg".
Apoiado por um grupo de amigos africâneres nacionalistas, Marais procurou obter justiça através da imprensa sul-africana. Tentou  inclusive mover um processo  judicial internacional, mas esse caminho se mostrou financeiramente inviável, e o caso não prosperou. Entretanto, Marais ganhou certo renome, não apenas como parte agravada mas também como um pesquisador africâner exposto ao plágio por ter  publicado trabalhos em seu idioma nativo, o que foi visto como um ato de afirmação nacional. Na época do escândalo, Marais conjecturava: "Eu me pergunto se Maeterlinck não fica vermelho ao ler essas coisas [a aclamação da crítica] e se não pensa por um momento na injustiça que cometeu com um desconhecido trabalhador bôer".
De todo modo, na introdução de La Vie des termites (ensaio que integra seu livro La vie de la nature), Maeterlinck procura explicar a falta de referências precisas às suas fontes, que haviam sido apenas listadas numa   bibliografia sumária, no final da obra:
Teria sido fácil, a propósito de cada afirmação, tornar pesado o rodapé das páginas, com notas de referência. É tal capítulo onde teria sido necessário eriçar todas as frases e onde a glosa teria devorado o texto, como nos mais rebarbativos dos  manuais escolares. Penso que a bibliografia sumária, que o leitor encontrará no fim da obra, substituirá tudo isso, com a vantagem de a literatura dedicada às térmitas não ser ainda tão pesada como aquela sobre as abelhas.
Não há, na bibliografia de La Vie des termites, qualquer referência a Eugène Marais, que se suicidaria em 1936. O dramaturgo Robert Ardrey descreveu Marais como um gênio solitário, amargurado e dependente de morfina, sempre em meio a "seus demônios", até acabar com a própria vida. Já o biógrafo de Marais, Leon Rousseau, especula que Marais pode até ter sido  favorecido pela controvérsia e por toda a atenção suscitada pelo escândalo.
Outros trabalhos de Maeterlinck sobre entomologia incluem L'Araignée de verre (1932) e La Vie des fourmis (1930).
Um outro caso de alegado plágio, por parte de Maeterlinck, refere-se à peça de Monna Vanna, que teria sido baseada em Luria, uma peça pouco conhecida de Robert Browning.

## Obras
- Serres chaudes (Os Invernadeiros) (1889) – musicado por Ernest Chausson
- La Princesse Maleine (A Princesa Malena) (1889)
- L'Intruse (A Intrusa)  (1890)
- Les Aveugles (Os Cegos) (1890)
- Les Sept princesses (As Sete Princesas)  (1891)
- Pelléas et Mélisande (Peleás e Melisanda) (1892) – Esta peça de teatro serviu de base à ópera de Claude Debussy que foi representada na Opéra-Comique de Paris em 1902
- Alladine et Palomides (Aladino e Palomides) (1894)
- Intérieur (Interior) (1894)
- La Mort de Tintagiles (A Morte de Titangiles) (1894)
- Le Trésor des humbles (O Tesouro dos Humildes) (1896)
- Douze Chansons (Doze Canções) (1896)
- Aglavaine et Sélysette (1896)
- La Sagesse et la destinée (A Sabedoria e o Destino, prefácio e introdução de Monteiro Lobato) (1898)
- Ariane et Barbe-Bleue (1901) - musicado por Paul Dukas
- Soeur Béatrice (1901)
- La Vie des Abeilles (A Vida das Abelhas) (1901)
- Monna Vanna (1902)
- Joyzelle (1903)
- L’Oiseau bleu (O Pássaro Azul) (1908)
- Tradução de "Macbeth" para o francês (1909)
- L'Intelligence des Fleurs (1910)
- La Mort (1913)
- Marie-Magdaleine (1913)
- L'Hôte inconnu (1917)
- Le Miracle de Saint Antoine (1920)
- Le grand secret (1921)
- Les Fiançailles (1922)
- La puissance des morts (1926)
- La Vie des Termites (A Vida das Térmitas) (1927)
- La Vie de l'Espace (1928)
- La Grande Féerie (1929)
- La Vie des Fourmis (A Vida das Formigas) (1930)
- L'Araignée de verre (1932)
- La Grande Loi (1933)
- Avant le grand silence (1934)
- L'Autre Monde ou le cadran stellaire (1942)
- Jeanne d'Arc (1948)
- Bulles Bleues (1948)